# جگوار ایکس‌جی‌اس
جگوار ایکس‌جی‌اس (به انگلیسی: Jaguar XJS) خودرویی است که در سال‌های ۱۹۷۵ تا ۱۹۹۶در کاونتری و انگلند تولید شده‌است.
این خودرو در کلاس خودرو GT قرار گرفته، طراحی آن خودروهای موتور جلو-محور عقب بوده است.
جگوار ایکس‌جی‌اس با وجودی که تنها دو دهه از پایان تولیدش می‌گذرد، یک خودروی کلاسیک و کلکسیونی محسوب می‌شود.

## نگارخانه

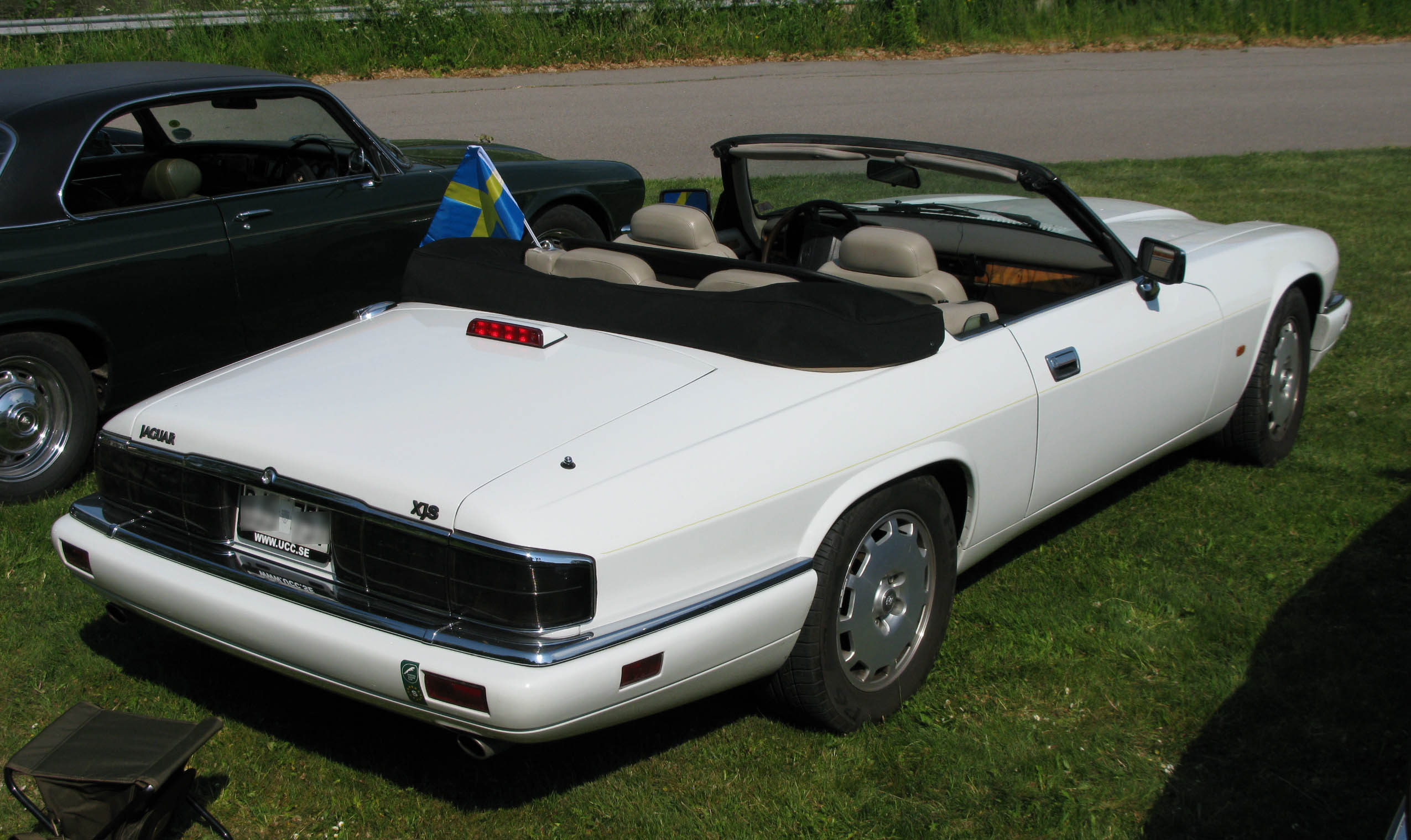
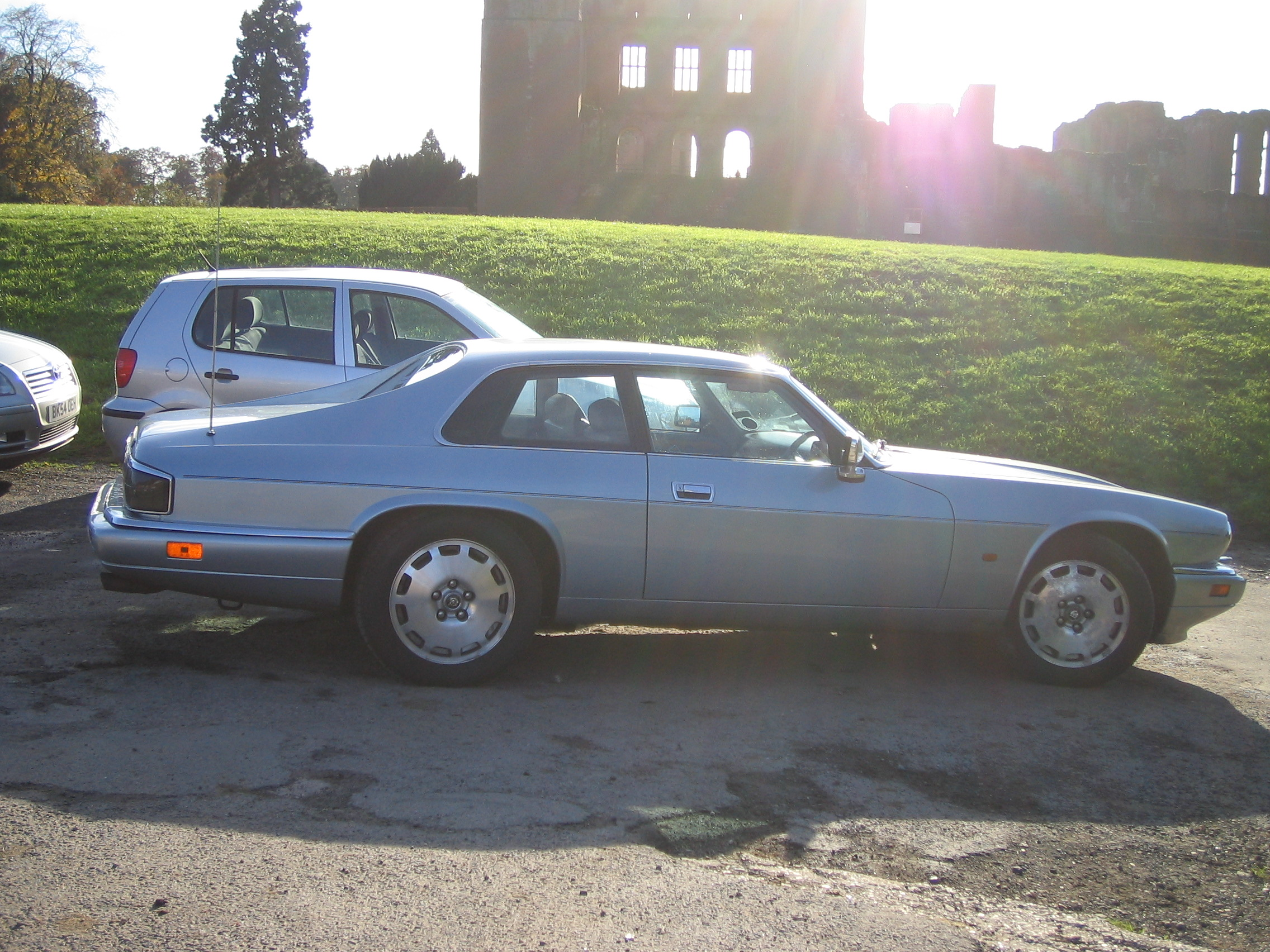